# Irigenina
L'irigenina è un isoflavone O-metilato. Può essere isolato dal ribozima dell'Iris domestica.
Il 7-glucoside della irigenina prende il nome di iridina.